# 2006年9月22日日食
2006年9月22日日食是一次日環食，發生於2006年9月22日。新月當天（即朔日），地球上觀測到月球和太阳的角距離極小，此時月球如果恰好在月球交點附近，穿過太阳和地球之間，與地球、太阳接近一直線，則會出現日食。月球穿過太阳和地球之間，但距地球較遠，本影未能接觸地表，而使偽本影覆蓋的區域內看到月球的角直徑小於太陽，就形成日環食，同時在偽本影兩側數千公里的半影範圍內形成日偏食。此次日環食經過了圭亚那、巴西、蘇利南、法屬圭亞那，日偏食則覆蓋了南美洲的絕大部分、非洲的西南半部、南极洲靠近大西洋的一半及周邊部分地區。

## 日食概況

### 出現區域
圭亚那中西部及其與巴西邊境地區在日出時最先看到日環食，隨後月球偽本影向東劃過南美洲北岸的蘇利南、法屬圭亞那、巴西，進入大西洋，向西南穿過大西洋中南部，途中在圣赫勒拿岛西南約630公里的洋面達到最大食分，在大西洋南端進入印度洋後在日落時分結束於法属南部和南极领地西南約460公里的洋面。其中，偽本影覆蓋了蘇利南首都帕拉马里博和法屬圭亞那首府開雲。
本次偽本影經過的陸地集中在最初接觸地表時劃過南美洲的一段，包括：
- ：庫尤尼-馬扎魯尼區東部、波塔羅-錫帕魯尼區除西側外的大部、上塔庫圖-上埃塞奎博北部、埃塞奎博群島-西德梅拉拉區中南部、德梅拉拉-馬海卡區除北側外的大部、馬海卡-伯比斯區、上德梅拉拉-伯比斯區、東伯比斯-科蘭太因北半部；
- 巴西：羅賴馬州東北角、阿馬帕州北端；
- 苏里南：除錫帕利維尼區外的部分；
- ：马罗尼河畔圣洛朗区北半部、卡宴区北半部。[3][4]

除了上述狹窄的環食帶內能看到日環食之外，月球半影覆蓋範圍內都能看到日偏食，包括南美洲除哥伦比亚、厄瓜多尔、秘鲁西側海岸和智利、阿根廷最南端外的絕大部分，除海地西端、特克斯和凯科斯群岛西端及其以西島嶼外的加勒比海諸島、百慕大，非洲的西非除東北角以外的大部、中部非洲西南部、南部非洲除東北角以外的大部，南极洲靠近大西洋的一半。

此次日環食過程中月影在地表移動的動畫

### 基本參數
- 類型：日環食
- 食甚中心處（位於圣赫勒拿岛西南約630公里的南大西洋）資料：
  - 時間：2006年9月22日11:40:11.2
  - 地點：20°38.8′S 9°4.6′W / 20.6467°S 9.0767°W
  - 食分：0.9352（環食帶內最大）
  - 偽本影寬度：261.0公里
  - 日環食持續時間：7分9.3秒
- 環食最長處資料：
  - 時間：2006年9月22日11:39:23
  - 地點：20°27′S 9°14′W / 20.450°S 9.233°W
  - 偽本影寬度：261.3公里
  - 日環食持續時間：7分9.3秒（環食帶內最長）[6]

## 觀測

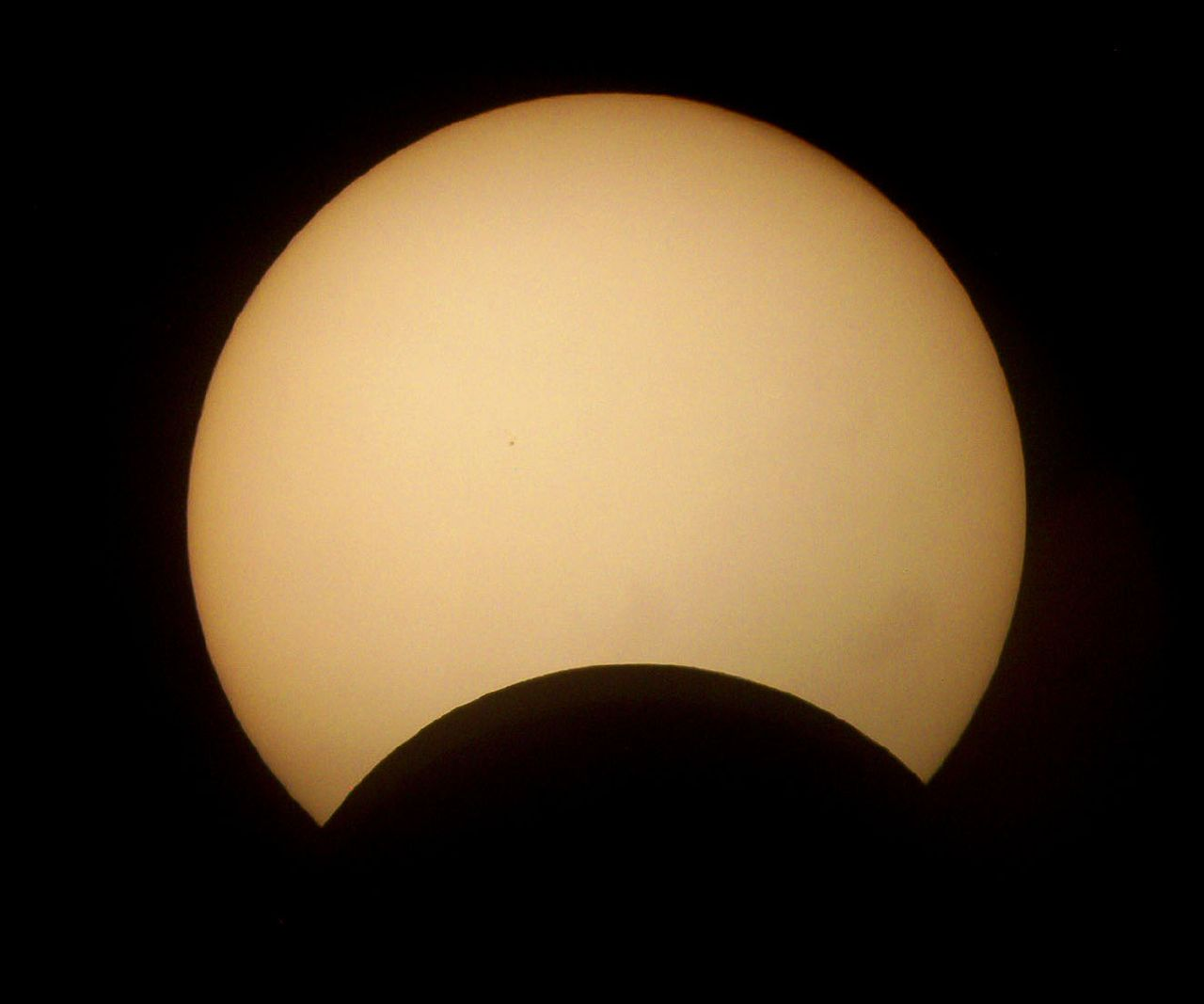
巴西聖保羅的日偏食

本次日環食經過的陸地中，持續時間最長、太阳高度角最大的地點在法屬圭亞那。許多遊客前往當地觀看日環食，日食過程中有一些雲，但主體過程未受影響。日環食出現在當地日出後不久，當地海邊聚集了大量觀看日食的人，還有人登上距離大陸11公里的魔鬼島看了日食，並參觀了島上留下的過去法国流放重犯的監獄。不少人在觀看日環食之餘參觀了位於庫魯的圭亞那太空中心，欧洲空间局原計劃在9月19日，即日環食前3天在該中心發射亞利安5號運載火箭，但後來推遲到了10月12日，因而多數遊客並未能觀看現場發射過程。

## 相關的日食

### 2004-2007年的日食
月球交替位於相對的月球交點時，以半個交點年（食年），即約177天又4小時間隔出現下列日食。
| 日食列表  |           |           |           |           |           |           |           |           |           |           |           |
| 1997-2000 | 2000-2003 | 2004-2007 | 2008-2011 | 2011-2014 | 2015-2018 | 2018-2021 | 2022-2025 | 2026-2029 | 2029-2032 | 2033-2036 | 2036-2039 |

| 升交點                     | 升交點                   |                            | 降交點                    | 降交點 |
| 沙羅週期                   | 地圖                     | 沙羅週期                   | 地圖                      |        |
| 119                        | 2004年4月19日 偏食（南） | 124                        | 2004年10月14日 偏食（北） |        |
| 129 委內瑞拉奈瓜塔的日偏食 | 2005年4月8日 全環食      | 134 西班牙馬德里的日環食   | 2005年10月3日 環食        |        |
| 139 土耳其西代的日全食     | 2006年3月29日 全食       | 144 巴西聖保羅的日偏食     | 2006年9月22日 環食        |        |
| 149 印度齋浦爾的日偏食     | 2007年3月19日 偏食（北） | 154 阿根廷科爾多瓦的日偏食 | 2007年9月11日 偏食（南）  |        |

### 沙羅周期
沙羅周期長度為18年11天。本次日食屬於沙羅周期144，共包含70次日食，依次為1736年4月11日至1862年6月27日的8次日偏食、1880年7月7日至2565年8月27日的39次日環食、2583年9月7日至2980年5月5日的23次日偏食，總共歷時1244.08年。本周期並無日全食。
下表列舉了1901年至2100年間發生的屬於該周期的日食，是第11至21次：
| 11            | 12             | 13             |
| ------------- | -------------- | -------------- |
| 1916年7月30日 | 1934年8月10日  | 1952年8月20日  |
| 14            | 15             | 16             |
| 1970年8月31日 | 1988年9月11日  | 2006年9月22日  |
| 17            | 18             | 19             |
| 2024年10月2日 | 2042年10月14日 | 2060年10月24日 |
| 20            | 21             |                |
| 2078年11月4日 | 2096年11月15日 |                |

## 資料來源
1. ↑  樊忠玉. . 中国天文科普网.   [2015-12-18]. （原始内容存档于2014-09-17）.
2. 1 2  Fred Espenak. . NASA Eclipse Web Site.   [2015-12-18]. （原始内容存档于2016-03-08）.（英文）
3. ↑  Fred Espenak. . NASA Eclipse Web Site.   [2015-12-18]. （原始内容存档于2016-03-04）.（英文）
4. ↑  Xavier M. Jubier. .   [2016-01-10]. （原始内容存档于2016-03-03）.（法文）（英文）
5. ↑  Fred Espenak. . NASA Eclipse Web Site.   [2015-12-18]. （原始内容存档于2008-08-08）.（英文）
6. ↑  Fred Espenak. . NASA Eclipse Web Site.   [2015-12-18]. （原始内容存档于2015-03-03）.（英文）
7. ↑  Xavier M. Jubier. .   [2015-12-19]. （原始内容存档于2015-12-12）.（法文）（英文）
8. ↑  Paul D. Maley. . Eclipse Tours.   [2015-12-19]. （原始内容存档于2015-12-22）.（英文）
9. ↑  Andrew J. White. .   [2015-12-19]. （原始内容存档于2016-03-05）.（英文）
10. ↑  Fred Espenak. . NASA Eclipse Web Site.（英文）

## 外部連結
- NASA日食專頁（页面存档备份，存于）（英文）
- 可見區域圖和時間統計：由弗雷德·埃斯佩纳克做出的日食預報，NASA/GSFC
  - Google互動地圖呈現的日食範圍
  - 貝塞爾元素
- Google地圖顯示的日環食和日偏食範圍（页面存档备份，存于）（法文）（英文）

圖片：
- 世界多地日環食及日偏食照片（页面存档备份，存于）
- Spaceweather.com的多地日環食及日偏食照片（页面存档备份，存于）（英文）
- 2006年9月22日日環食（页面存档备份，存于），傑·珀薩喬夫（英语：傑·珀薩喬夫）拍攝於法屬圭亞那（英文）

| \| \| 日食 \|                             |                              |                                           |
| 上一次日食： 2006年3月29日日食 （日全食） | 2006年9月22日日食 （日環食） | 下一次日食： 2007年3月19日日食 （日偏食） |
| 上一次日環食： 2005年10月3日日食          | 2006年9月22日日食 （日環食） | 下一次日環食： 2008年2月7日日食           |
|                                           | 日食                         |                                           |